# Wöllstein
Wöllstein és un municipi situat al districte d' Alzey-Worms, a l'estat federat de Renania Palatinat (Alemanya). La seva població estimada a finals de 2016 era de 4.587 habitantes.
Està situat a l'est de l'estat, a poca distància al nord de la ciutat de Worms, al sud de Magúncia —la capital de l'estat— ia l'oest del riu Rin, que el separa de l'estat de Hesse.

## Geografia
El municipi es troba a la regió de Rheinhessen aproximadament 8 km al sud-est de Bad Kreuznach, i 30 km al sud-oest de Mainz. És la seu de la denominada Verbandsgemeinde

## Història

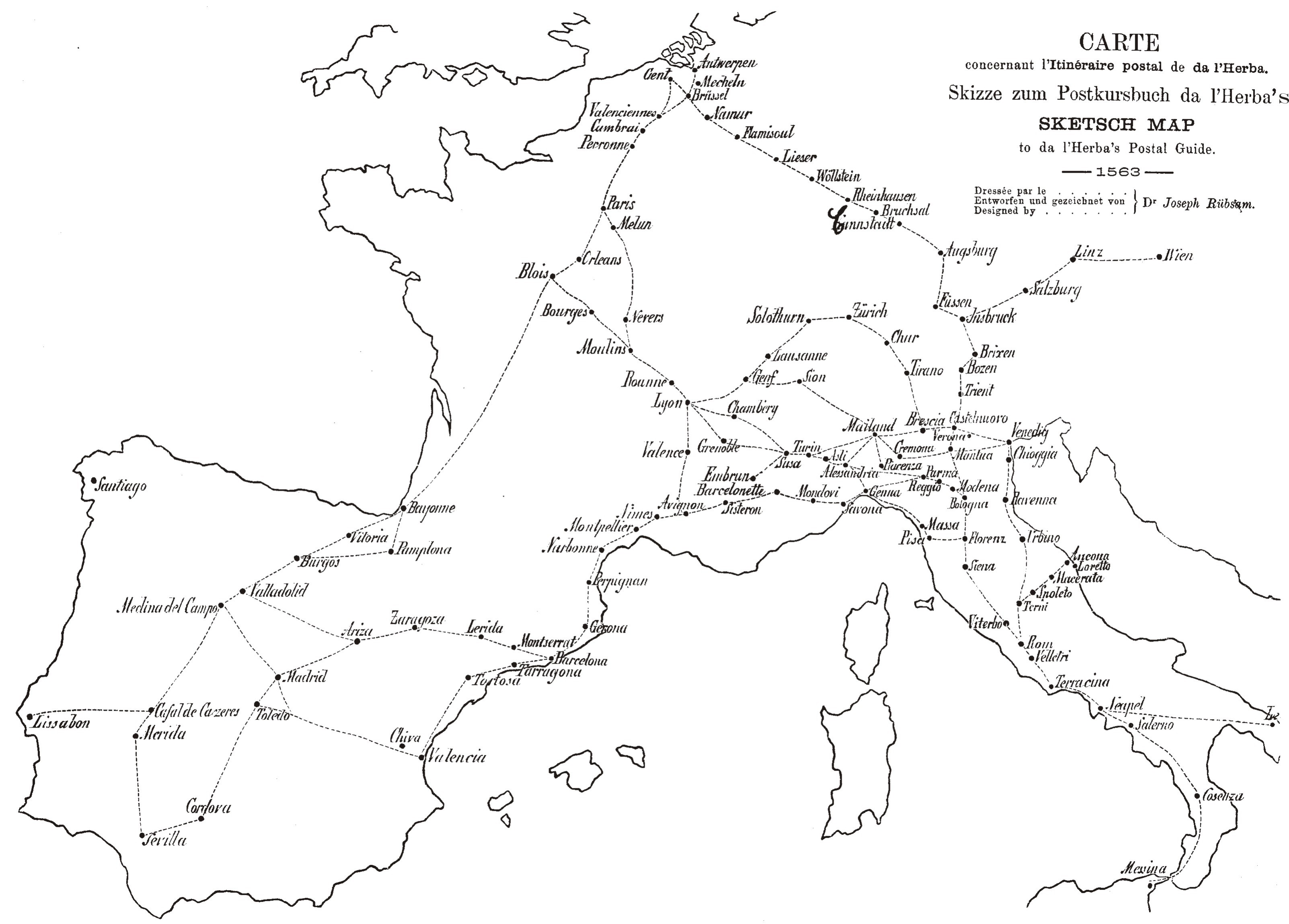
Rutes postals europees el 1563 segons da l'Herba amb Wöllstein nomenat explícitament

Des de la segona meitat del segle xvi, hi havia una estació postal a Wöllstein a la ruta holandesa de correus que anava des de Brussel·les (avui a Bèlgica més que als Països Baixos) passant per Rheinhausen i Augsburg fins a Innsbruck, Trento i Itàlia. L'estació postal va tenir la seva primera menció documental al llibre de viatges postal de Giovanni da l'Herba de 1563 com a Bilstain ò Vilstain, villa (és a dir, poble). A partir de 1578, una branca de la Ruta de Correus holandesa conduïa de Wöllstein a Colònia. Durant l'època en què el sistema postal va quedar insolvent a finals del segle XVI i a causa de la vaga d'operadors de les estacions postals resultant, tant l'operador de les estacions postals Valentin Dill (Till) com la seva vídua, la Postfrau zu Welstein Margarethen, van tenir un paper decisiu com a líders de vaga, en què es van negar a portar cap bossa de correu a cap lloc més enllà de Wöllstein. Després de la consolidació i de la fundació del Correu Imperial (Kaiserliche Reichspost) el 1597, l'estació postal de Wöllstein encara estava oberta al negoci, però a partir de finals del segle xvii, per raó dels canvis de ruta i la influència creixent de les ciutats, va anar perdent lentament la seva importància.

## Ciutadans famosos
- Georg Heinrich Baró de Langsdorff, investigador de la natura, nascut el 18 d'abril de 1774 a Wöllstein, mort el 9 de juny de 1852 a Friburg de Breisgau
- Helene Fischer, cantant d'èxit, nascuda el 5 d'agost de 1984 a Krasnoyarsk, va créixer a Wöllstein després de traslladar-se des de Rússia amb la seva família el 1988.